# Franz Hauk (Ingenieur)
Franz Hauk (* 18. Oktober 1925 in Neuburg an der Donau; † 8. April 2020 in Ingolstadt) war ein deutscher Ingenieur und Motorenentwickler. Er gilt als einer der prägendsten Konstrukteure des Volkswagen-Konzerns und war maßgeblich an der Entwicklung der Motorenbaureihen EA827 und EA111 sowie moderner Getriebe beteiligt.

## Leben
Franz Hauk trat nach einem Maschinenbau-Studium in den Daimler-Benz-Konzern ein und wechselte später zur Auto Union GmbH bzw. Audi AG, wo er über Jahrzehnte hinweg in der Motorenentwicklung tätig war.
Als Leiter des Aggregatemanagements war Hauk für alle Marken und Regionen des Volkswagen-Konzerns verantwortlich. Sein Ansatz zeichnete sich durch eine datenbasierte und lösungsorientierte Arbeitsweise aus. Unter seiner Leitung entstand 1972 der EA827-Motor, der erstmals im Audi 80 eingesetzt wurde. Dieser Motor wurde nicht nur in Modellen wie dem VW Passat und VW Golf verbaut, sondern auch an Chrysler verkauft. Bis heute wird der EA827 in nahezu unveränderter Form in Brasilien und China produziert, mit einer geschätzten Stückzahl von rund 50 Millionen – womit er zu den weltweit meistgebauten Motoren zählt. Hauks Arbeit legte den Grundstein für die Weiterentwicklung moderner Antriebstechnologien im Konzern.
Zudem war Hauk an der Entwicklung der EA111-Motorenbaureihe beteiligt, die ebenfalls in zahlreichen Fahrzeugen des Konzerns zum Einsatz kam. Seine Arbeiten umfassten auch  die Gestaltung moderner Getriebe.
Franz Hauk starb am 8. April 2020 im Alter von 95 Jahren in Ingolstadt. Er wurde auf dem Südfriedhof Ingolstadt beerdigt.

## Auszeichnungen
Für seine herausragenden Leistungen in der Motorenentwicklung erhielt Franz Hauk die Ehrendoktorwürde der RWTH Aachen.